# Прва савезна лига Југославије у фудбалу 1974/75.

Прва савезна лига Југославије у фудбалу 1974/75. била је највиши ранг фудбалског такмичења у Југославији 1974/75. године. И четрдесетседма сезона по реду у којој се организовало првенство Југославије у фудбалу. Шампион је постао Хајдук из Сплита, освојивши своју другу узастопну, шесту послератну, а укупно осму шампионску титулу. Из лиге су испали Бор и зрењанински Пролетер.

## Учесници првенства
У фудбалском првенство Југославије у сезони 1973/74. је учествовало укупно 18 тимова, од којих су 8 из СР Србије, 5 из СР Босне и Херцеговине, 3 из СР Хрватске, и по 1 из СР Словеније и СР Македоније.
- Бор
- Вардар, Скопље
- Вележ, Мостар
- Војводина, Нови Сад
- Динамо, Загреб
- Жељезничар, Сарајево
- Олимпија, Љубљана
- ОФК, Београд
- Партизан, Београд
- Пролетер, Зрењанин
- Раднички, Крагујевац
- Раднички, Ниш
- Ријека
- Сарајево
- Слобода, Тузла
- Хајдук, Сплит
- Црвена звезда, Београд
- Челик, Зеница

## Табела
| Место | Клуб                | мечева | победа | нерешених | пораза | дати голови | примљени голови | гол разлика | бодова |
| ----- | ------------------- | ------ | ------ | --------- | ------ | ----------- | --------------- | ----------- | ------ |
| 1     | Хајдук Сплит        | 34     | 20     | 8         | 6      | 56          | 29              | +27         | 48     |
| 2     | Војводина           | 34     | 16     | 13        | 5      | 53          | 32              | +21         | 45     |
| 3     | Црвена звезда       | 34     | 16     | 8         | 10     | 61          | 44              | +17         | 40     |
| 4     | ФК Вележ Мостар     | 34     | 15     | 9         | 10     | 62          | 35              | +27         | 39     |
| 5     | Динамо Загреб       | 34     | 11     | 16        | 7      | 38          | 31              | +7          | 36     |
| 6     | Партизан            | 34     | 13     | 10        | 11     | 55          | 49              | +6          | 36     |
| 7     | Слобода Тузла       | 34     | 12     | 12        | 10     | 41          | 45              | -4          | 36     |
| 8     | ОФК Београд         | 34     | 11     | 10        | 13     | 40          | 40              | 0           | 32     |
| 9     | Жељезничар Сарајево | 34     | 11     | 10        | 13     | 45          | 46              | -1          | 32     |
| 10    | Раднички Ниш        | 34     | 9      | 14        | 11     | 31          | 37              | -6          | 32     |
| 11    | Челик Зеница        | 34     | 10     | 11        | 13     | 35          | 41              | -6          | 31     |
| 12    | Олимпија Љубљана    | 34     | 7      | 17        | 10     | 37          | 48              | -11         | 31     |
| 13    | Сарајево            | 34     | 8      | 14        | 12     | 38          | 40              | -2          | 30     |
| 14    | НК Ријека           | 34     | 9      | 12        | 13     | 33          | 43              | -10         | 30     |
| 15    | Раднички Крагујевац | 34     | 9      | 12        | 13     | 27          | 39              | -12         | 30     |
| 16    | Вардар Скопљe       | 34     | 7      | 15        | 12     | 35          | 41              | -6          | 29     |
| 17    | Бор                 | 34     | 8      | 11        | 15     | 32          | 54              | -22         | 27     |
| 18    | Пролетер Зрењанин   | 34     | 7      | 12        | 15     | 27          | 52              | -25         | 26     |
|       | Борац Бања Лука     |        |        |           |        |             |                 |             |        |
|       | Будућност Титоград  |        |        |           |        |             |                 |             |        |

Најбољи стрелци:
- Бошко Ђорђевић (Партизан) - 20 голова у 29 утакмица
- Душан Савић (Црвена звезда) - 20 голова у 30 утакмица

## Шампион
- ХАЈДУК СПЛИТ (тренер: Томислав Ивић)

играчи (утакмица/голова): 
- Ивица Буљан (33/1)
- Славиша Жунгул (32/15)
- Јурица Јерковић (32/9)
- Ивица Шурјак (30/7)
- Ведран Рожић (30/0)
- Дражен Мужинић (30/0)
- Вилсон Џони (29/2)
- Марио Бољат (27/2)
- Лука Перузовић (24/1)
- Жељко Мијач (23/6)
- Мићун Јованић (18/3)
- Шиме Лукетин (16/1)
- Ризах Мешковић (16/0)
- Иван Каталинић (13/0) -голман-
- Марин Куртела (13/0)
- Ивица Матковић (8/1)
- Бранко Облак (7/4)
- Ненад Шалов (7/1)
- Вјеран Симунић (7/0)
- Владимир Смолчић (4/0)
- Драган Холцер (4/0)
- Јошко Дупланчић (3/1)

| Првак Југославије у фудбалу 1974/75. |
| ------------------------------------ |
| Хајдук 8. титула (6. у СФРЈ)         |